# Golfo de Corcovado

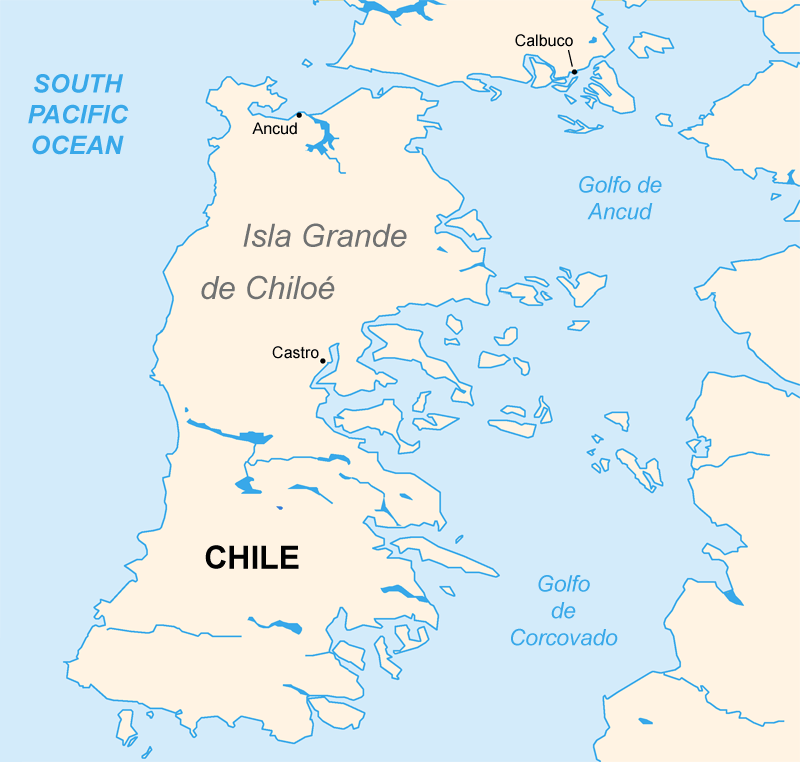
Ilha Chiloé e golfo de Corcovado a oriente

O golfo de Corcovado é um largo golfo que separa a ilha Chiloé do Chile continental. Geologicamente é uma bacia de antepaís formada por glaciares do Quaternário. Uma grande população de baleias-azuis encontra-se no golfo. Está situado a sul do golfo de Ancud.